# 古田元夫
古田 元夫（ふるた もとお、1949年10月4日 - ）は、日本の歴史学者、ベトナム現代史研究者、東京大学名誉教授・客員教授。学術博士（東京大学・1990年）（学位論文「ベトナム人共産主義者の民族政策史-革命の中のエスニシティ―」）。日本ベトナム友好協会会長。2016年に日越大学学長に就任した。

## 経歴
1949年東京生まれ。1968年麻布高等学校卒業。1974年東京大学教養学部教養学科アジア科を卒業し、同大学大学院に進む。1978年、東京大学大学院社会学研究科国際関係論専門課程博士課程を中退し、東京大学教養学部助手となる。
1983年より助教授、1995年より教授。1996年より東京大学大学院総合文化研究科地域文化研究専攻教授（多元世界解析大講座現代民族動態論専攻）、2001-03年総合文化研究科長・教養学部長、2004-05年副学長、2009年東京大学附属図書館長。2015年に定年退任し、名誉教授・客員教授。2016年に日越大学学長となった。

## 受賞・栄典
- 1992年、アジア経済研究所発展途上国研究奨励賞
- ベトナム国家大学ハノイ校名誉博士号授与。
- ベトナム: 友好勲章（英語版） - （2013年9月20日）
- 2020年度、大同生命地域研究賞

## 著書

### 単著
- 『ベトナムからみた中国』日中出版 1979
- 『ベトナム人共産主義者の民族政策史――革命の中のエスニシティ』大月書店 1991
- 『歴史としてのベトナム戦争』大月書店 1991
- 『ベトナムの世界史――中華世界から東南アジア世界へ』東京大学出版会 1995
- 『ベトナムの現在』講談社［講談社現代新書］1996
- 『ホー・チ・ミン――民族解放とドイモイ』岩波書店 1996
- 『アジアのナショナリズム』山川出版社 [世界史リプレット] 1996
- 『ドイモイの誕生――ベトナムにおける改革路線の形成過程』青木書店 2009
- 『東南アジア史10講』岩波書店 ［岩波新書］2021

### 共著
- 油井大三郎『世界の歴史 (28) 第二次世界大戦から米ソ対立へ』中央公論社 1998 / 中公文庫 2010

### 編著
- 『「南」から見た世界 (2) 東南アジア・南アジア――地域自立への模索と葛藤』大月書店 1999

### 共編著
- 早瀬晋三・倉沢愛子・高嶋伸欣・根元敬・村嶋英治・鈴木亮『写真記録東南アジア――歴史・戦争・日本（全6巻）』ほるぷ出版 1997
- 山内昌之『日本イメージの交錯――アジア太平洋のトポス』東京大学出版会 1997
- 木村汎・グエン・ズイ・ズン『日本・ベトナム関係を学ぶ人のために』世界思想社 2000

### 訳書
- ガブリエル・コルコ『ベトナム戦争全史――歴史的戦争の解剖』社会思想社 2001

## 参考
- 『駒場1991』『駒場2001』